# Horace Cooper Wrinch
Pour les articles homonymes, voir Wrinch.
Horace Cooper Wrinch (6 janvier 1866-19 octobre 1939) est un homme politique canadien de la Colombie-Britannique. Il est député provincial libéral de la circonscription britanno-colombienne de Skeena de 1924 à 1933.

## Biographie
Né à Kirby-le-Soken dans l'Essex, Wrinch étudie au Albert Memorial College (maintenant le Framlingham College (en)) avant d'arriver au Canada en 1880 à l'âge de 14 ans. Sa famille le rejoint après le décès de son père l'année suivante. Sa sœur, Mary E. Wrinch (en) (1877-1969), est une artiste-peintre.
Wrinch continue ses études au St. Francis Agricultural College de Richmond au Québec et travaille ensuite pendant une dizaine d'années dans une ferme du comté de Halton (en) en Ontario. Sur place, il devient un des principaux méthodistes laïcs et décide de devenir missionnaire médical. Après avoir complété une formation au Albert College (en) de Belleville, il étudie la médecine à l'université de Trinity College et travaille comme interne à l'hôpital St. Michael de Toronto.

## Missionnaire médical
Déclinant des offres afin de pratiquer à Toronto, il s'installe dans la région de Skeena County (en) dans le nord de la Colombie-Britannique en 1900. Résidant à Kispiox, un village Gitksans à une douzaine de miles du fleuve Skeena à partir d'Hazelton, il travaille avec son collègue le révérend William Pierce.
À son arrivée, Wrinch était le premier médecin installé dans le nord de la Colombie-Britannique. L'accès y était possible seulement à cheval ou par bateau en remontant la côte jusqu'à Port Essington et ensuite en bateau à vapeur jusqu'à l'arrivée des glaces qui empêchaient le passage entre octobre et mai. Aucun lien routier n'existait à l'époque et le chemin de fer du Grand Trunk Pacific n'était pas encore complété.

## Hôpital de Hazelton

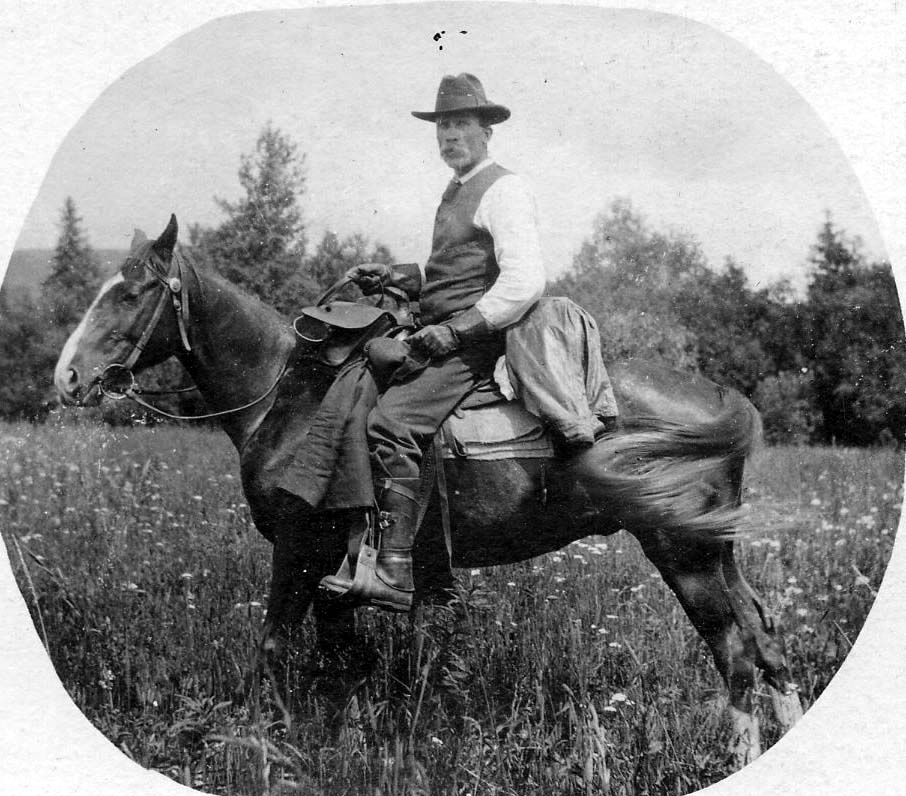
Dr. Wrinch en tournée à Hazelton.

En 1902, il s'installe à Hazelton afin de débuter la construction d'un hôpital de 22 lits et dont le site avait été acquis par l'Église méthodiste. Les Gitxsan ont également offert une trentaine d'acres pour établir un parc. Alors que l'hôpital était encore en cours de construction, Wrinch et son épouse accueillent les patients dans leur domicile pour des interventions chirurgicales et des convalescence. L'hôpital ouvre en 1904, l'hôpital d'Hazelton est le seul établissement du genre dans le Northern Interior de la province et entre la côte du Pacifique à Edmonton et d'Atlin à Cariboo. Après le décès de Wrinch en 1939, l'hôpital est renommé Wrinch Memorial Hospital. Sur place, Wrinch ouvre aussi une école pour les infirmières en 1905 qui demeure ouverte jusqu'à la Grande Dépression des années 1930.
Avec la fermeture du fleuve Skeena en raison de la présence de glace, Wrinch gère une ferme hospitalière pour fournir de la nourriture aux patients, au personnel et à la communauté. L'arrivée du Grand Trunk à New Hazelton facilite alors le ravitaillement dès 1913. Il fait aussi l'acquisition d'une pharmacie, la Up-To-Date Drugstore, à Hazelton et ouvre une seconde succursale à New Hazelton.

## Leader communautaire
Témoin important des évènements de la région d'Hazelton, il est le premier témoin non-autochtone à se présenter sur la scène de meurtre de l'affaire Simon Gunanoot (en) en 1906. En 1910, il est ordonné ministre méthodiste. Entrepreneur, il s'implique dans des projets miniers en devenant propriétaire de al Owen Lake Mine et échange fréquemment avec le porteur de marchandises à dos de mules et chevaux Jean-Jacques Caux nommé Cataline. Son implication avec la Croix Rouge pendant la Première Guerre mondiale est reconnue, ainsi que son offre médical pour les communautés de Terrace à Smithers pendant l'épidémie de grippe espagnole en 1918.

## Défenseur de l'assurance maladie publique et homme politique
Montrant un intérêt pour l'assurance médicale, il établit une politique d'assurance médicale à Hazelton dès 1907. Pour un dollar par mois, les assurés recevaient de l'aide médicale et un accès gratuit à l'hôpital. Wrinch est l'un des fondateurs de la British Columbia Hospital Association en 1918 et sert durant deux mandats en tant que président.
Élu député et siégeant à l'Assemblée législative de la Colombie-Britannique, il œuvre à l'établissement de plusieurs mesures progressistes dont l'ouverture de l'université de la Colombie-Britannique et le développement d'un réseau de transport pour le nord de la province. Il propose également une politique d'assurance maladie alors qu'il siège avec le gouvernement en 1927 et dans l'opposition en 1928 et qui reçoit un consentement unanime de l'Assemblée. Ses propositions étaient les premières de la sorte présentées dans une législation au Canada. Le premier ministre Duff Pattullo implante une première forme d'assurance maladie dans la province en 1936, mais celle-ci est abandonnée à cause de l'opposition de plusieurs membres de la profession médicale. Pattullo nomme Wrinch à son conseil économique en 1934.

## Dernières années
Wrinch prend sa retraite de la médecine en 1936 et s'installe brièvement à Toronto avant de revenir à Vancouver où il meurt en octobre 1939,.